# Beo (escritor)
Beo (en griego Βοῖος) fue un escritor y gramático de la Antigua Grecia del siglo III a. C., autor de una obra desaparecida que trata de las metamorfosis de personajes míticos transformados en aves, de nombre Ornithogonia (Ὀρνιθογονία: «Origen de las aves»). 
La única noticia probable que tenenemos sobre su vida es una referencia que hace Pausanias, quien ecribe que Beas era un pueblo de Lacedemonia en un extremo del Golfo de Laconia, fundado por el epónimo Beo, uno de los heráclidas.
Solo gracias a Antonino Liberal, un gramático griego del siglo II, conseguimos recomponer un breve resumen de los episodios contenidos en la obra. La obra debió gozar de un éxito notable, ya que Emilio Macro, el amigo del poeta Ovidio escribió también una Ornithogonia, de la que solo se conserva el título, probablemente traduciéndola al latín. No se debe excluir la posibilidad de que la Ornithogonia de Beo haya sido una fuente preciosa para Ovidio, quien en torno al año 8 d. C. terminó Las metamorfosis.